# Arkania
Arkania es un grupo de power metal y heavy metal con elementos celtas y progresivos originaria de Madrid (España). Nace de la disolución del grupo Melodía a finales de 2003.

## Historia

### Fundación de la banda
Como consecuencia de la disolución de la banda Melodía, el gaditano José Luis Godoy (ex-Saurom Lamderth) y Alberto Tejera, guitarrista y batería respectivamente, deciden seguir adelante con la banda pero sin utilizar el antiguo nombre.
A este proyecto se suma la intervención de Ángel Santamaría (cantante) y José Antonio Gallardo (bajista) con el que forman un cuarteto.

#### Primeros pasos
Tras sus primeras andaduras como banda de versiones, deciden nombrar a esta como Arkania y comenzar a componer y grabar su primera maqueta, Conquistador, la cual logró en un breve espacio de tiempo 24 000 descargas por internet obviando su escasa calidad de sonido.
En 2005, tras varios cambios en formación, la banda es constituida por José Luis Godoy a las seis cuerdas, José Antonio al bajo, Alberto Tejera a la guitarra cediendo su puesto de batería David Ayala (ex-Ad Astra) y Manuel Martínez Barneto "Barny" a los teclados que aportaría un toque más épico a la banda.
En este punto abandona la banda uno de sus fundadores Alberto Tejera (guitarrista y violinista) por motivos únicamente profesionales, pero después se reincorporaría adoptando su función como violinista para la grabación del segundo trabajo discográfico, y seguidamente ingresando definitivamente en las filas de la banda.
Tras la marcha de Alberto y la llegada en su lugar de Miguel Ballesteros (violín) editan la segunda maqueta Lucifer que se abre camino por Hispanoamérica y Europa y serían entrevistados en medios de comunicación como radios, revistas y fanzines de España, México y Perú.

#### Espíritu Irrompible
El primer trabajo de Arkania fue grabado en los emblemáticos estudios M-20 en Madrid de la mano de Avispa y que se lanzó en 2007. Este es un disco, con nuevos toques progresivos y épico-fantásticos, se compone de temas nuevos y algunos temas ya grabados anteriormente en Lucifer y Conquistador. Este trabajo también cuenta con las colaboraciones bastantes notables como Óscar Sancho (Lujuria) voz en “Hijo del trueno” y coros en “Alto y claro”, Arístides Pérez (Vahladian) voz en “No sé vivir sin ti” y Sofía Hernández (Agnos) voz en “Magia blanca”.

#### Cambios en la banda
En 2008, la banda comienza la grabación de lo que será su segundo trabajo profesional, que ha de suspenderse temporalmente ya que dos de sus miembros, Miguel Ballesteros y David Ayala abandonan el grupo y en su lugar, toman el relevo Alberto Tejera al violín y Jonathan Sánchez (ex-Hidden City) a la batería, completando su actual formación y concluyendo la grabación del segundo trabajo de la banda.

#### Eterna
A últimos de junio de 2009 la banda concluyó el proceso de grabación del segundo disco con el título Eterna, que consta de catorce temas, para este disco se encarga de distribuirlo Santo Grial Records al haber finalizado el contrato discográfico y distribución que mantenía la banda con Avispa. Eterna fue comercializado en noviembre de 2009.

#### Nuevo cambio en la formación y estructural
En mayo del 2011, la banda cuenta en una entrevista que preparan un nuevo trabajo en el que ya no cuentan con el sonido del violín, y en cambio han incorporado a un segundo guitarrista en su formación, con el que esperan endurecer su sonido. Poco tiempo después anuncian que Francisco Ballesteros Sánchez será en encargado de acompañar a José Luis Godoy en la guitarra.
También anuncian la marcha de Alberto Tejera (violín), del cual la banda no explica el motivo de su marcha.

#### Separación y posterior reunión
El 23 de abril de 2016 Arkania ofrece su último concierto en Madrid, España,  en la sala Penélope, en la que fue una retirada de escenarios por lo alto, en donde se grabó también un DVD el cual será posteriormente puesto a la venta.
Tras 3 años de silencio anuncian su regreso y actualmente se encuentran trabajando en material nuevo.

## Componentes

### 1ª formación
- Ángel Santamaría (voz)

- José Luis Godoy (guitarra)

- José Antonio Gallardo (bajo)

- Alberto Tejera (batería)

### 2ª formación
- Ángel Santamaría (voz)

- José Luis Godoy (guitarra)

- José Antonio Gallardo (bajo)

- Manuel Martínez Barneto(teclados)

- Miguel Ballesteros (violín)

- David Ayala (batería)

### 3ª formación
- Ángel Santamaría (voz)

- José Luis Godoy (guitarra)

- José Antonio Gallardo (bajo)

- Alberto Tejera (violín)

- Jonathan Sánchez (batería)

- Manuel Martínez Barneto (teclados)

### 4ª formación
- Ángel Santamaría (voz)

- José Luis Godoy (guitarra)

- José Antonio Gallardo (bajo)

- Francisco Ballesteros Sánchez (guitarra)

- Jonathan Sánchez (batería)

- Manuel Martínez Barneto (teclados)

### 5ª formación
- Ángel Santamaría (voz)

- Jairo González (guitarra)

- José Antonio Gallardo (bajo)

- Albert Toledano (guitarra)

- Rafa Delgado (batería)

- Manuel Martínez Barneto (teclados)

### 6ª formación
Ángel Santamaría (voz)
Rafa Delgado (batería)
Manuel Martínez Barneto (teclados)
Javi González (guitarra)
Roberto Gutiérrez (guitarra)
José Antonio Gallardo (bajo)

### Formación actual
Ángel Santamaría (voz)
Manuel Martínez Barneto (teclados)
José Antonio Gallardo (bajo)

## Discografía
Conquistador (2004) (Demo)
- Hijo del Trueno
- Conquistador
- Cruzado
- Muerte en Soledad

Lucifer (2005) (Demo)
- Cuentacuentos
- Irrompible
- Lucifer
- Magia Blanca
- Más allá de las Estrellas

Espíritu Irrompible (2007)
- Las Iras
- Irrompible
- Corazón De Juglar
- Hijo del trueno
- Alto y Claro
- Muerte en soledad
- No se vivir sin ti
- Cuentacuentos
- Magia Blanca
- Sueños Bajo el Mar

Eterna (2009)
- La huida
- Rosas sin espinas
- Bandido
- Luz
- Eterna
- Salomé
- Princesa de hielo
- Lucifer
- Golpeando el corazón
- Oscuridad
- En medio de la noche
- Perros de presa
- Siempre conmigo
- A better World

La bestia dormida (2012)
- La bestia dormida
- Hey tú!!
- Armaggedon
- Musa hasta el alba
- Gabrielle
- Qué será de ti?
- Nadie más
- Sirenas de ciudad
- XXIV
- Los ojos del alma
- Armas de cristal

Serena Fortaleza (2015)
- Revelación
- Serena Fortaleza
- Mi Nombre Es Rock N Roll
- Tu y Yo
- No Te Puedo Olvidar
- Hijos de América
- Estrella del Norte
- Tras de Ti
- Cenicienta
- No Se Vivir Sin Ti 2014 (Bonus Track)